# Trichoplusia indigna
Trichoplusia indigna är en fjärilsart som beskrevs av Walker 1857. Trichoplusia indigna ingår i släktet Trichoplusia och familjen nattflyn. Inga underarter finns listade i Catalogue of Life.